# 程连昌
程连昌（1931年5月—2019年5月8日），吉林省吉林市人，中华人民共和国政治人物。

## 生平
1950年毕业于吉林工业专科学校电机专业。1950年6月加入中国共产党，同年7月参加工作。1960年毕业于中国人民大学工业经济专业。
1964年9月起历任北京第二通用机械厂（北京重型机器厂）车间党总支书记、副厂长、革委会副主任、党委副书记、党委书记、革委会主任。1975年6月任中华人民共和国第七机械工业部副部长、党组成员。1982年5月起历任中华人民共和国航天工业部副部长、党组成员、党组副书记。
1988年5月任中华人民共和国人事部副部长、党组成员。1989年11月任人事部副部长、党组副书记。
1994年8月任国家行政学院副院长、党委副书记。
2001年当选为世界生产力科学院院士。
2019年5月8日在北京病逝，享年88岁。